# آزمایشگاه دکستر (مجموعه تلویزیونی)
آزمایشگاه دکستر (به انگلیسی: Dexter's Laboratory) یک مجموعه تلویزیونی پویانمایی آمریکایی است که توسط گندی تارتاکوفسکی برای کارتون نت‌ورک خلق شده‌است. این مجموعه داستان دکستر، پسری نابغه پرشور را روایت می‌کند که یک آزمایشگاه علمی در اتاق خوابش دارد و آن‌را از والدین بی‌خبر خود مخفی نگه می‌دارد. دکستر دائماً با خواهر بزرگتر و پرجنب‌وجوش خود، دی دی در تضاد می‌باشد که به‌طور مرتب به آزمایشگاه دسترسی پیدا کرده و به طور تصادفی آزمایش‌های او را خراب می‌کند.